# Australobolbus adamsi
Australobolbus adamsi är en skalbaggsart som beskrevs av Henry Fuller Howden 1992. Australobolbus adamsi ingår i släktet Australobolbus och familjen Bolboceratidae. Inga underarter finns listade.